# Santibáñez de Tera
Santibáñez de Tera es un municipio y localidad española de la provincia de Zamora, en la comunidad autónoma de Castilla y León.
Se encuentra situada en la margen derecha del río Tera, a 24 km de Benavente. Su topónimo alude al santo patrón de la localidad, San Juan, cuya fiesta se celebra cada 24 de junio. La iglesia parroquial es quizás el inmueble más llamativo, en el que destaca especialmente su espadaña triangular. Cuenta con una zona recreativa conocida popularmente como La Playa, situada a orillas del río Tera, a unos 800 metros de Santibáñez.

## Toponimia
El topónimo alude al santo patrón de la iglesia parroquial. Se trata de una forma popular de "[Ecclēsĭa] Sancti Iohannis", con –b- epentética o de rotura de hiato, forma en todo equivalente a la que ha producido los apellidos Peribáñez o el topónimo Valdeiváñez en Topas (Salamanca). López Santos y otros autores han realizado revisiones de esta serie toponímica, originada por el nombre del santo en forma genitiva. Correas recoge en 1627 un refrán que atestigua la pervivencia popular de esta evolución: “Santivaña si te diere no te ensaña”; y añade a modo de glosa: “el día de San Xuan se dan kon un manoxo de xunzia en burla”. Es decir, en el día de San Juan, no tomes a mal esta broma. Con otros formantes, se registra la misma evolución del genitivo Iohannis. Es el caso, en León, del pueblo Villibañe (< villa Iohannis).
El gentilicio de esta localidad es santibañés.

## Geografía
Integrado en la comarca de Benavente y Los Valles está situado a 72 kilómetros de la capital provincial. El término municipal está atravesado por la autovía de las Rías Bajas A-52 y la carretera nacional N-525 entre los pK 18 y 23. El relieve del municipio está determinado por el valle del río Tera, que atraviesa el territorio de este a oeste. La altitud del territorio oscila entre los 771 metros y los 714 metros. El pueblo se alza a 721 metros sobre el nivel del mar. 
| Noroeste: Camarzana de Tera   | Norte: Granucillo y Brime de Urz | Noreste: Quiruelas de Vidriales |
| Oeste: Santa Croya de Tera    |                                  | Este: Quiruelas de Vidriales    |
| Suroeste: Santa Croya de Tera | Sur: Santa María de Valverde     | Sureste: Micereces de Tera      |

### Clima
Es continental, largos y fríos inviernos y cortos y calurosos veranos con temperaturas próximas a los 35 grados centígrados. Durante varios meses al año la niebla con frecuencia se mantiene con intensidad siguiendo el ciclo de los valles regados por un río; es éste quien impide que desaparezca y a la vez la niebla protege de una mayor bajada de las temperaturas. Por su cercanía a la conocida como "sierra de la Culebra" es notoria la influencia de esta pequeña cordillera cercana, hace variar el flujo de las borrascas entrantes aportando lluvia, las detiene y ralentiza en ocasiones, pero en otras logra el efecto opuesto ocasionando que se fijen en los valles.

## Geología
El río Tera vertebra el valle al que da su nombre, incluyendo el propio municipio de Santibáñez. Este río nace en Sanabria y desemboca en el río Esla, contando con una longitud aproximada de 80 km. Durante el verano la zona de baño está muy concurrida, especialmente el área recreativa de la Tablada. Esta última es un brazo del río que ha propiciado un rincón de gran belleza.

## Historia
En la Edad Media, el territorio en el que se asienta Santibáñez de Tera quedó integrado en el Reino de León, cuyos monarcas habrían emprendido la fundación del pueblo.
Posteriormente, en la Edad Moderna, Santibáñez fue una de las localidades que se integraron en la provincia de las Tierras del Conde de Benavente y dentro de esta en la receptoría de Benavente.
No obstante, al reestructurarse las provincias y crearse las actuales en 1833, Santibáñez de Tera pasó a formar parte de la provincia de Zamora, dentro de la Región Leonesa, quedando integrada en 1834 en el partido judicial de Benavente. Desde 1833 fue un anejo de Micereces de Tera, hasta que en 1936 se constituyó en ayuntamiento propio. El 13 de octubre de 1971 absorbió a Sitrama de Tera. 

## Geografía humana

### Demografía
Cuenta con una población de 358 habitantes (INE 2024).
| Gráfica de evolución demográfica de Santibáñez de Tera entre 1842 y 2021 |
| |
| Población de derecho según los censos de población del INE Población de hecho según los censos de población del INEEntre el censo de 1981 y el anterior, crece el término del municipio porque incorpora a 49211 (Sitrama de Tera) Entre el censo de 1940 y el anterior, aparece este municipio porque se segrega del municipio 49117 (Micereces de Tera) Entre el censo de 1857 y el anterior, este municipio desaparece porque se integra en el municipio 49117 (Micereces de Tera) |

| 683           | 627 | 632 | 559 | 474 | 450 | 437 | 393 |
| (Fuente: INE) |     |     |     |     |     |     |     |

## Símbolos
El escudo se representa con una franja de color azul, símbolo del río Tera. En la parte superior se dibuja un cordero, sentado sobre un libro, que representa a San Juan, patrón de Santibáñez de Tera y que da nombre a la iglesia. El cordero lleva un estandarte con una cruz griega en la punta. En la parte inferior, aparece un racimo de uvas color oro, principal riqueza agrícola de la localidad. Finalmente, en la parte superior del escudo, se dibuja una corona de plata.
La bandera es de color rojo con una franja diagonal azul y con bordes plateados. Trazada del ángulo inferior al ángulo superior.

## Monumentos y lugares de interés
La iglesia
La iglesia es un templo en el que llama especialmente la atención su espadaña triangular. Su interior tiene un retablo mayor barroco con columnas salomónicas. Ha sido recientemente restaurado.
Otros
Además destaca la presencia de una lápida del siglo XV con personajes destacados de la época en el condado de Benavente y que fue estudiada y trancrita por Agustín Rodríguez Miguélez en el año 2008. También cuenta con restos arqueológicos encontrados en la zona de Villafré con orígenes probablemente Templarios.
La Playa
La Adecuación Recreativa La Tablada, también conocida como La Playa, es una zona de ocio a orillas del río Tera, una zona de pícnic y barbacoa frente al río que convierte el lugar en un paraje de descanso y relax. Situado a unos 800 metros de Santibáñez, vino a sustituir la anterior zona de baño frente al puente localizado en la carretera de acceso al pueblo.

## Cultura
Fiestas
La fiesta principal es la de San Juan, celebrada el los días 24 de junio. Tiene un marcado carácter religioso, cuyo acto central es la misa del santo, patrón de Santibáñez, junto con la correspondiente procesión, en la que los santibañeses le tiran flores (sanjuanes).
Otra de las fiestas notables es la de San Tirso, cuyo día grande es el penúltimo domingo de agosto. Entre los actos festivos de su clebración destacan la misa en honor del Santo, el pasacalles, danzas regionales zamoranas, desfile de trajes típicos zamoranos, concurso y desfile de disfraces, campeonato de frontenis, partido de fútbol, fiesta de la espuma, espectáculo de fuegos artificiales, sesión de cine al aire libre en la plaza Mayor o el tradicional desfile de peñas.